# Мецгер, Ханс
Ханс Мецгер (18 ноября 1929 — 10 июня 2020) — немецкий инженер и моторист. Особое признание получил, работая в компании Porsche.

## История
Мецгер родился 18 ноября 1929 года в Швабском городке Безигхайм. После окончания школы и машиностроительного факультета Ханс начал работать в отделе разработки двигателей компании Porsche. Первым его двигателем, разработанным в Porsche, стал 8-цилиндровый двигатель объёмом 1,5 л для Porsche 804. Именно на этом автомобиле Дэн Герни на Гран При Франции 1962 завоевал первую для Porsche победу в Формуле 1. В течение последующего десятилетия спектр работы Ханса Мецгера простирался от конструирования оппозитного 6-цилиндрового двигателя для модели Porsche 911 до разработки турбодвигателей Porsche, использовавшихся в серийных и гоночных автомобилях. Апогеем среди них стал V12 с воздушным охлаждением для Porsche 917, мощность которого в 1973 году в исполнении CanAm достигала 1200 л. с.
После создания успешных гоночных автомобилей, таких как Porsche 935, 936 и 956/962, Ханс сконструировал двигатель «TAG-Turbo Made by Porsche» для британской команды McLaren. При объёме всего 1,5 литра двигатель выдавал более 1000 л. с. Этот двигатель, изготовленный в центре новейших разработок Porsche в Вайсахе, доминировал в королевском классе автоспорта с 1984 по 1986 год, и именно с ним «конюшня» McLaren завоевала три чемпионских титула.